# 이매진 미 앤 유
《이매진 미 앤 유》(영어: Imagine Me & You)는 영국과 독일에서 제작된 올 파커 감독의 2005년 로맨틱 코미디 드라마 영화이다. 파이퍼 페러보, 리나 히디, 매슈 구드 등이 출연하였고, 소피 밸헤칫 등이 제작에 참여하였다.

## 출연
- 파이퍼 페러보
- 리나 히디
- 매슈 구드
- 실리아 임리
- 앤서니 헤드
- 대런 보이드
- 수 존스턴
- 샤론 호건
- 이바 버시슬
- 비넷 로빈슨
- 릭 워든
- 에인절 콜비

## 기타 제작진
- 협력 제작: 필립 버그크피스트, 빌 섑터
- 배역: 데버라 어퀼라, 니나 골드
- 미술: 에브 마브라키스
- 의상: 콘솔라타 보일